# PPKE Információs Technológiai és Bionikai Kar
A Pázmány Péter Katolikus Egyetem Információs Technológiai és Bionikai Kart (ITK) a Magyar Katolikus Püspöki Konferencia alapította 1998. június 24-én kelt 1246/1998 számú határozatával. A Magyar Köztársaság Kormánya 2001. július 20-án kelt 136/2001. számú Kormányrendeletével akkreditálta.

## A kar alapítása
Az 1990-es évek végén Roska Tamás, Csurgay Árpád és egyéb neves magyar tudósok indítványozására létrejött az (akkor még) Információs Technológiai Kar. Az alapításnál arra törekedtek, hogy katolikus egyetem révén megtartsák az egyetem szellemiségét, amely leginkább az oktatók, dolgozók és a hallgatók egymáshoz történő viszonyulásában mutatkozik meg. Ugyanakkor élvonalbeli tudományokat szerettek volna meghonosítani Magyarországon, a számítástechnikának azon területeit, melyek az élettudományokhoz kötődnek. 2000 őszétől elkezdődött a posztgraduális oktatás, majd 2001-től indult a mérnök-informatikus alapképzés. 2008-ban egy újabb alapszakot hoztak létre, a molekuláris bionikát, amely már az alapképzés során nagyobb hangsúlyt fektet az élettudományok oktatására.

## A kar eddigi dékánjai
- 1998 – 2006 Roska Tamás
- 2006 – 2012 Nyékyné Gaizler Judit
- 2012 – 2016 Szolgay Péter
- 2016 – 2022 Iván Kristóf
- 2022 – Cserey György

## A karon működő Kutatóintézetek
- Magyar Bionikus Látásközpont honlap
- Robotika Labor honlap Archiválva 2016. március 4-i dátummal a Wayback Machine-ben
- Jedlik Ányos Kutató-fejlesztő Laboratórium honlap

## Képzések
Alapképzések (BSc)
- Mérnökinformatikus
- Molekuláris bionika mérnöki

Mesterképzést (MSc)
- Mérnökinformatikus
- Orvosi biotechnológia
- Info-bionika mérnöki

Felsőfokú szakképzések
- Biológiai adatelemző angol nyelvű online szakirányú továbbképzés

Doktori képzések
- Roska Tamás Műszaki és Természettudományi Doktori Iskola